# Kropptjärnarna (Älvdalens socken, Dalarna, 681273-139748)
Kropptjärnarna är en sjö i Älvdalens kommun i Dalarna och ingår i Dalälvens huvudavrinningsområde.